# Isla de Pemba
Pemba (en árabe, الجزيرة الخضراء, al-Dschazirat al-Chadra, ‘isla verde’) es una isla que forma parte del archipiélago de Zanzíbar, localizada cerca de la costa oriental de África, en aguas del océano Índico. Se sitúa a 50 km al norte de la isla de Unguja, y a otros 50 km de la costa africana. Las islas de Pemba, Unguja y la Isla de Mafia son las tres principales que conforman el archipiélago de Zanzíbar o Islas de las Especias. 

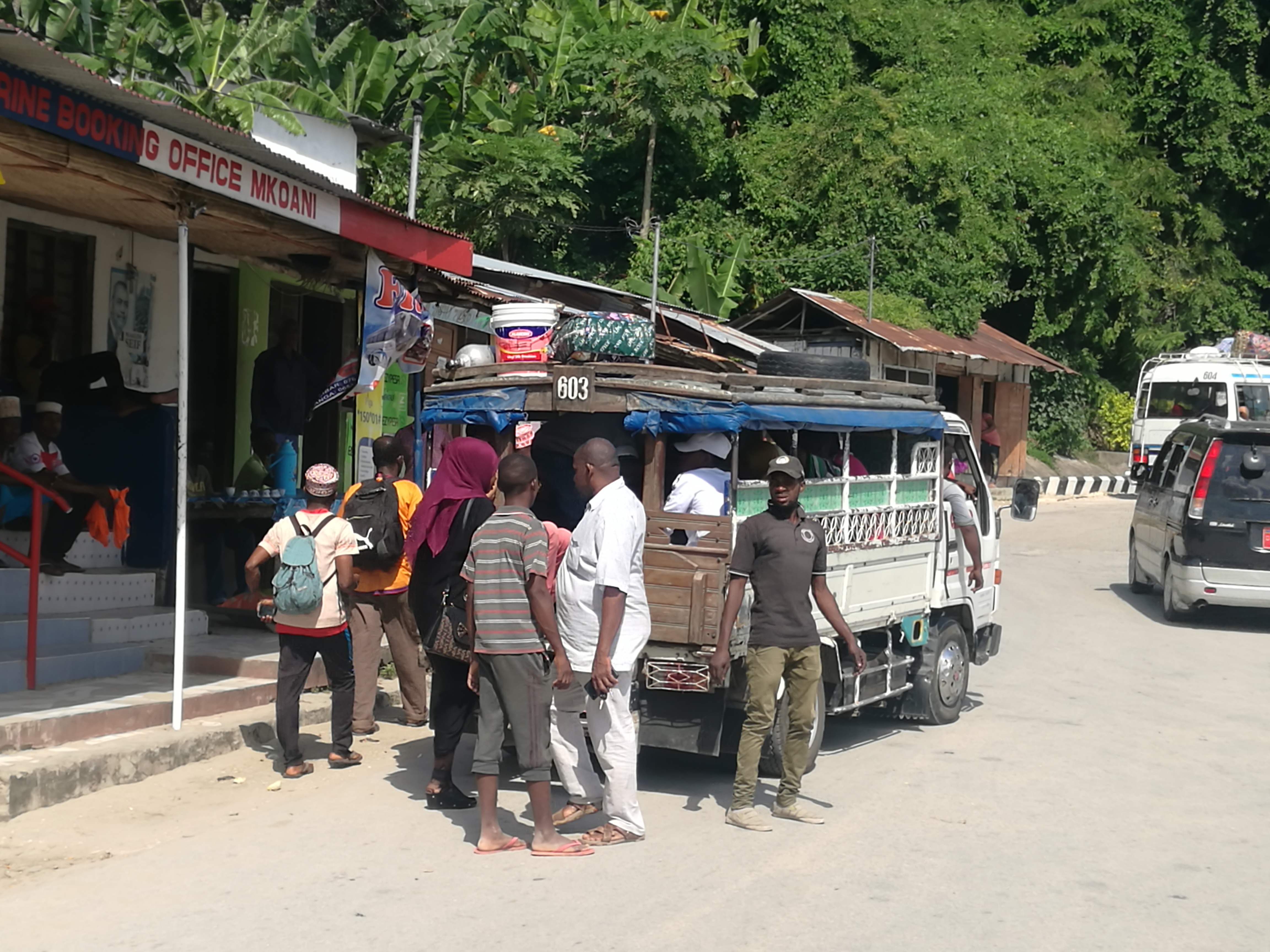
Calle en Pemba.

En la década de 1960, Zanzíbar se unió a la antigua colonia de Tanganika para formar el nuevo estado de Tanzania. Cuenta con una población aproximada de 362 000 habitantes en el censo de 2002, con una superficie de 984 km².
Administrativamente se divide en dos regiones: Pemba Norte y Pemba Sur.
- Datos: Q208664
- Multimedia: Pemba Island / Q208664